# 酒井忠哲
酒井 忠哲（さかい ただあきら）は、上野伊勢崎藩の第4代藩主。雅楽頭系酒井家支流4代。
明和6年（1769年）12月24日（『寛政重修諸家譜』では明和5年（1768年））、第3代藩主・酒井忠温の次男として生まれる。天明7年（1787年）3月9日、父の隠居により跡を継いで叙任する。父に倣った藩政を行い、民政や文治に尽力した。特に文治においては関重嶷に命じて『伊勢崎風土記』を編纂させている。
文化2年（1805年）7月5日、長男の忠寧に家督を譲って隠居する。孫の忠良の代である文政2年（1819年）7月19日に死去した。享年51（または52）。

## 系譜
父母
- 酒井忠温（父）
- 鈴木氏 - 側室（母）

正室
- 品 - 木下利忠の娘

子女
- 酒井忠寧（長男）生母は品（正室）
- 銕蔵（次男）
- 於とり - 細川利愛正室